# 景泰公园
景泰公园，位于北京市东城区永定门外。

## 简介
景泰公园是2009年北京市规划建设的5个休闲森林公园之一（其他四个是广安门外城市休闲公园、玉河城市公园、长体城市休闲森林公园、花语城市休闲森林公园），2010年北京市规划建设的6个休闲森林公园之一（上述五个加上东南二环护城河城市休闲公园），位于南二环景泰桥西南侧，规划范围西至永定门外大街，东至景泰路，南至望坛小区，北至南二环辅路，总面积6.96公顷。该公园规划范围内因修建京津城际铁路而于2006年拆迁，此后规划建公园。2010年8月底，公园开工建设，原定2011年完工。但因违章建筑占用公园用地，公园建设被迫在2011年停工，至今尚未建成。